# Kineska kultura
Kineska kultura jedna je od najdugovječnijih kultura na svijetu; javila se u dinastiji Shang (1600. pr. Kr.) i uz očuvanje snažne tradicije očuvala se do danas.

## Umjetnost

### Tri savršenstva
Kaligrafiju, poeziju i slikarstvo Kinezi nazivaju "trima savršenstvima". Od dinastije Song (960. – 1279.) nadalje kombinacija ovih triju disciplina u jednom umjetničkom djelu smatrala se vrhunskim umjetničkim izrazom, a takvo umijeće smatralo se najvećim dostignućem obrazovane osobe. Kaligrafi su mjesecima vježbali poteze kistom za samo jedno ili dva slova.

## Izumi
Tijekom cijele kineske povijesti carevi su postizali razvoj znanosti i tehnologije. Papir i tisak, barut, životinjska orma, magnetski kompas i krmeno kormilo te tačke, sve su to izumi Kine.

### Papirnati novac
Kinezi su usavršili izradu papira oko 105. koristeći ostatke svilenih čahura. Kasnije su koristili konoplju, koru drveta ili bambus. Onda je uslijedio izum tiska, a papirnati novac počeo je kolati Kinom još u 9. stoljeću. U to vrijeme Kinezi su tiskali i knjige pomoću reljefnih drvenih blokova.

### Barut
Kineski znastvenici prvi put su proizveli barut u 9. stoljeću i ubrzo su svoju tehnologiju upotrijebili za izradu vatrometa i vatrenog oružja. Prve kineske rakete, punjene barutom, koristile su se još u 13. stoljeću. Kinezi su izumili i pušku, bombu i minu.

### Vezivanje stopala
Kinezi su vjerovali da je sićušno stopalo najvažniji dio ženske ljepote. Djevojčice iz bogatih obitelji čvrsto su vezivale stopala da bih spriječile njihov rast. Taj postupak je vrlo bolan. I odrasle žene su bile primorane nositi cipele s postoljem i zbog toga su radile sitne korake. Godine 1902. carskom naredbom zabranjeno je vezivanje stopala iako se nastavilo još godinama.

## Kulinarstvo
Kinezi u današnjici jedu i kuhaju neka egzotična jela poput kože od skakavaca i egzotične ribe. Tradicionalno se jede štapićima za jelo. Unatoč mnogim zajedničkim značajkama (npr. velike količine povrća), između regija Kine postoji velika razlika u pogledu sastojaka, začina i metoda, koje se koriste pri kuhanju.

## Poveznice
- Kineska umjetnost
- Povijest Kine
- Azijska kultura

## Vanjske poveznice
- Ying Fan: Klasifikacija kineske kulture  Arhivirana inačica izvorne stranice od 19. kolovoza 2008. (Wayback Machine)
- Yin Yu Tang: Kineski dom
- Orijentalni stil  Arhivirana inačica izvorne stranice od 25. ožujka 2010. (Wayback Machine)